# 東部フレンドホール
東部フレンドホール（とうぶフレンドホール）は、東京都江戸川区瑞江に所在する江戸川区立のイベントホールである。

## 施設
- ホール
- 音楽室1
- 音楽室2
- 集会室第1
- 集会室第2
- 集会室第3
- 集会室第4
- 料理講習室
- 健康スタジオ

## 交通
- 都営新宿線 瑞江駅より徒歩約3分。

## その他
- 3階には東部健康サポートセンターが併設されている[2]。